# Vicente Fox Quesada
Vicente Fox Quesada va ser president de Mèxic del 2000 al 2006. Va ser el primer president d'un partit d'oposició en guanyar les eleccions presidencials des del 1929.
Fox va néixer el 2 de juliol, 1942 a la ciutat de Mèxic, d'una família d'ascendència alemanya i espanyola (la seva mare va néixer al País Basc i el seu pare era d'ascendència alemanya) que s'havia establert a Guanajuato. Va estudiar a la Universitat Iberoamericana i va assistir als seminaris de negocis de la Universitat Harvard. Va treballar per a la companyia de Coca-Cola, començant com a conductor d'un camió. De mica en mica va ser promogut, fins a convertir-se en el supervisor de totes les operacions de Llatinoamèrica.
Va unir-se al Partit Acció Nacional (PAN) durant la dècada de 1980 per invitació de Manuel Clouthier, un membre important del partit i candidat presidencial el 1988. El mateix any, Fox va ser elegit com a diputat federal, representant a la ciutat de León, Guanajuato en el Congrés de la Unió. El 1991 va ser candidat a governador de l'estat de Guanajuato, en una de les eleccions més controvertibles, en què el candidat del Partit Revolucionari Institucional (PRI) va ser declarat guanyador. Després de diverses negociacions, Carlos Medina, un membre del PAN va ser designat com a governador interí.
El 1995 Fox va ser candidat a governador de l'estat de Guanajuato una altra vegada, guanyant les eleccions. Com a governador va promoure les inversions privades i l'eficiència i transparència governmentals. Guanajuato es va consolidar com a estat industrial durant la seva gestió. El 1997 va declarar la seva intenció de ser candidat presidencial del PAN, i el 2000 va ser designat candidat d'aquest partit, (que alguns crítics diuen que va ser més per la seva popularitat que no pas pel suport intern del seu partit) guanyant les eleccions presidencials i convertint-se en el primer candidat d'oposició a guanyar la presidència en 71 anys.
Això no obstant, Fox es va enfrontar amb un Congrés de la Unió dividit, en què el seu partit era minoria. Encara que va promoure el federalisme, i les inversions econòmiques, no va poder realitzar els canvis estructurals necessaris per al creixement econòmic accelerat (com ara la reforma d'energia i la reforma fiscal) atès que els partits d'oposició conformaven la majoria en el Congrés. Durant les eleccions parlamentàries del 2003, el PRI va recuperar-se, obtenint més diputacions, i afeblint la posició del PAN en el Congrés. Encara que l'economia és estable, i els últims anys Mèxic ha experimentat les taxes d'interès i la inflació més baixes de la seva història, el creixement anual del 3% en el PIB (molt més petit que el 7% anual que havia promès durant la seva campanya electoral), és considerat per l'OCDE i altres organismes econòmics una taxa de creixement insuficient per millorar les condicions de vida dels mexicans. Va ser succeït per Felipe Calderón.